# Die Schlucht

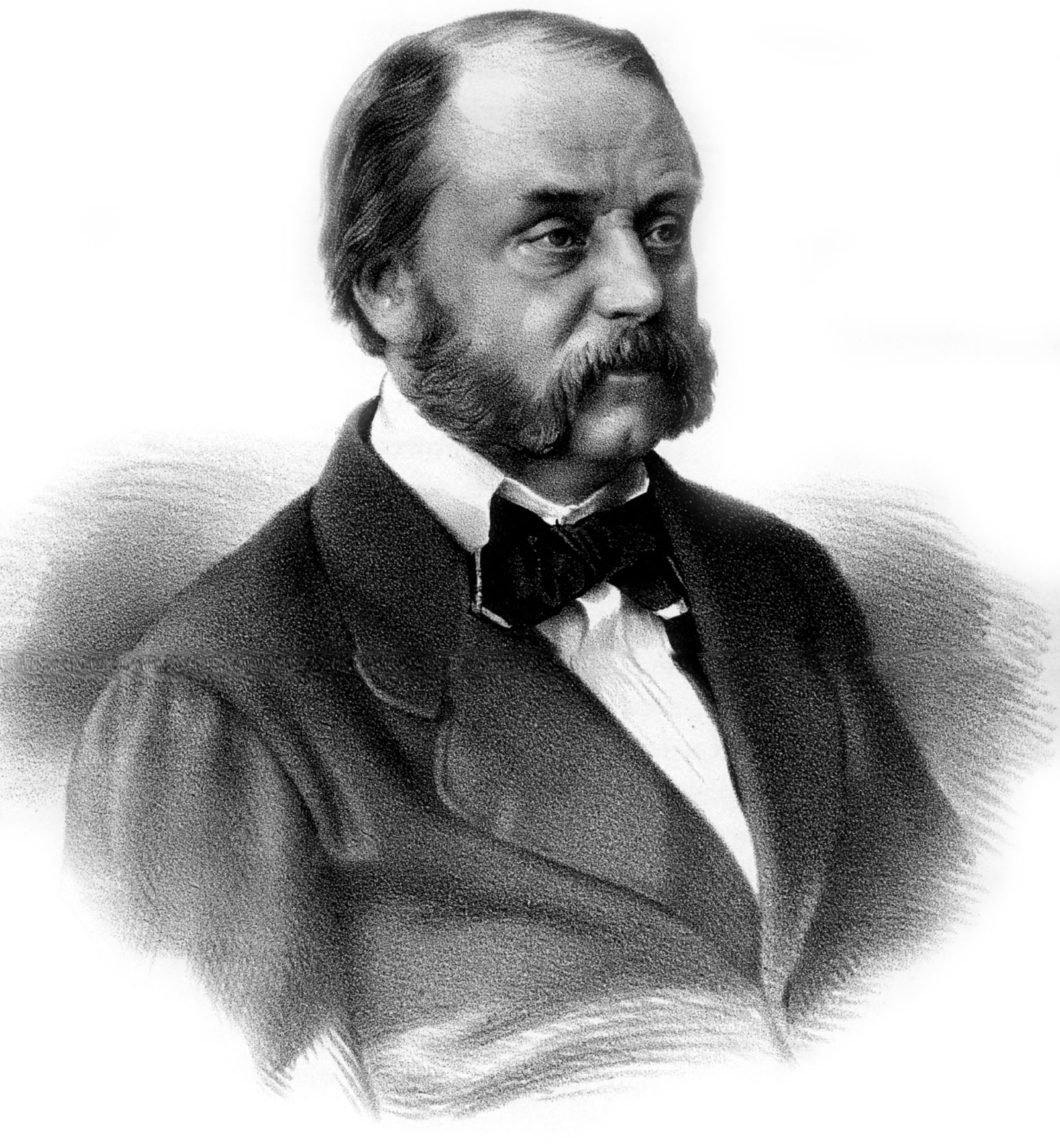
Iwan Gontscharow,
porträtiert von Pjotr Fjodorowitsch Borel in den 1860er Jahren

Die Schlucht (russisch Обрыв, Obryw) ist der letzte Roman des russischen Schriftstellers Iwan Gontscharow, der 1869 in den ersten fünf Heften (Januar bis Mai) der Sankt Petersburger Monatszeitschrift Westnik Jewropy erschien. Dieses episch breite Romanwerk Gontscharows zählt bis heute zu den Klassikern der Russischen Literatur.
Der Autor wendet sich in seinem Text vom Nihilismus ab. Die Schlucht ist für Gontscharow nicht nur ein geographischer Ort, sondern steht daneben für „die Selbstsucht der sinnlichen Leidenschaft“, die auf dem Wege „aus der Tiefe … hinauf zur Höhe“ überwunden werden soll.

## Handlung
Die Handlung in St. Petersburg und im Dorf Malinowka an der Wolga läuft über etwa sechzehn Jahre, denn im ersten der fünf Romanteile sind die beiden Cousinen des Protagonisten Raiski – die Schwestern Wera und Marfa – sieben beziehungsweise sechs Jahre und gegen Romanende ist Wera 23 Jahre alt. Der Roman handelt vor 1861, denn die Leibeigenschaft ist in Russland noch nicht abgeschafft. Es gibt noch einen Hinweis auf die erzählte Zeit. Im dritten Romanteil wird auf den Vertrag von Aigun (1858) angespielt.
Der bereits zehn Jahre in St. Petersburg sorgenfrei-unbekümmert dahinlebende russische Gutsbesitzer Boris Pawlowitsch Raiski, früh verwaist und von dem 50-jährigen „Tantchen“ Tatjana Markowna Bereshkowa auf dem von den Eltern ererbten Gut Malinowka großgezogen, hat zunächst die Offizierslaufbahn in einem Garderegiment und darauf den Staatsdienst als Kollegiensekretär aufgegeben. Der Pechvogel kommt in der Newa-Metropole auch als Maler und Schriftsteller nicht weiter. Raiski, bereits älter als dreißig Jahre, hatte vor Jahren die Geliebte Natascha, eine schüchterne, edle, aber farblose, unheilbar kranke Natur verloren und trennt sich nun von seiner schönen Geliebten, der 25-jährigen eitlen, kalten Witwe Sofja Nikolajewna Belowodowa. Raiski begibt sich auf seinen Landsitz; direkt an einem Steilufer der Wolga gelegen. Am liebsten möchte er seine Leibeigenen freilassen. Im Handlungsverlauf verschenkt er uneigennützig Teile seines Eigentums. Raiski, der sich für einen Künstler hält, möchte – auf der Suche nach seiner Lebensaufgabe – von „Tantchen“ keinerlei Verantwortung oder gar Verwaltungsarbeit übernehmen. Das Gut wird von der Tante, einer menschenfreundlichen, unverheiratet gebliebenen resoluten Frau, verantwortungs- und traditionsbewusst verwaltet. Die herrschsüchtige Tante diszipliniert nebenbei Raiskis verwaiste Cousinen Wera und Marfa streckenweise ziemlich unnachgiebig. Wera ist dem Besucher Raiski ausgewichen; hat für längere Zeit eine „Seelenpartnerin“, die Frau eines Popen, am jenseitigen Flachufer des Stromes aufgesucht. Beide Damen waren in demselben Internat erzogen worden. Der Maler Raiski nähert sich der auf seinem Gut stets präsenten prallbusigen naiven Cousine Marfa; porträtiert das dickliche, ein wenig beschränkte Mädchen mit dem weißen Teint. Die schlichte Marfa möchte Verwalterin werden; in „Tantchens“ Fußstapfen treten. Das Mädchen findet aber etwas Besseres; wird die Braut des jungen Gutsbesitzers Nikolai Andrejitsch Wikentjew aus dem Dorf Koltschino, ebenfalls jenseits der Wolga gelegen.
Als der kleine Trotzkopf Wera endlich heimkehrt, macht Raiski einen vergeblichen Annäherungsversuch bei dem belesenen 23-jährigen Fräulein. Warum flieht Wera, die bleiche Schönheit mit den scharfblickenden schwarzen Augen, vor ihrem Cousin? Eifersüchtig und neidisch fahndet Raiski verzweifelt nach dem unbekannten Nebenbuhler; will abreisen. Aber Wera bestürmt den Cousin, er möge bleiben und sie vor dem Unheil bewahren. Nach monatelangen vergeblichen Nachforschungen kommt Raiski hinter das Geheimnis. Es hängt mit nächtlichen Gewehrschüssen zusammen, die aus der nahegelegenen titelgebenden Schlucht in Raiskis Ohr dringen. Der unerschrockene Fußgänger erreicht das Wolgaufer auf kürzesten Wege über jenen verwunschenen, unheimlichen Ort, den die abergläubischen Bauern meiden. Der Pfad führt im Waldesdickicht der Schlucht am Grabhügel eines Gattinnenmörders und an einem verfallenen Pavillon vorüber.  Das nahe Wolgaufer ist unsicher. Spitzbuben, entflohene Sträflinge und Flößer treiben ihr Unwesen. Mit genannten Gewehrschüssen ruft der 27-jährige Mark Iwanytsch Wolochow – jener Freigeist, der gelegentlich als Apfeldieb Tantchens Obstgarten durchstöbert – seine Geliebte Wera zum „Siegesfest der Liebe“; genauer gesagt, zum Fehltritt. Heiraten kommt für den jungen Mann nicht an Frage. Der Nihilist Mark, humorvoller Beamter der fünfzehnten Rangklasse, dem nichts heilig ist, wurde aus St. Petersburg in die dem Dorf Malinowka benachbarte Gouvernementshauptstadt verbannt und steht unter Polizeiaufsicht. Letztendlich äußert sich das Liebespaar despektierlich über den Liebhaber Raiski, der die Jugendjahre hinter sich hat. Wera nennt zwar den Cousin ihren „Lehrmeister in Sachen der Leidenschaft“, doch sei er eigentlich weiter nichts als ein „großmütiger Freund“ und „Ritter“. Der jähzornige, zynische Mark, dieser Landstreicher, verachtet gar den „grauhaarigen Philosophen“ Raiski. Dankbarkeit ist für den boshaften Mark ein absolutes Fremdwort. Raiski hatte zuvor seinen Freund, den „Räuber“ und „Feind der Regierung“ Mark, großzügig unterstützt, den herumlungernden, zerlumpten Ausgehungerten gefüttert und sogar minderschwere Straftaten des Verbannten auf sich genommen. Bescheidenheit ist ein weiteres Fremdwort für den höhnischen Mark. Er stehe, so bekräftigt er, stellvertretend für die „neue, kommende Macht“ und sähe sich als moderner Pugatschow oder Stenka Rasin. Immerhin nennt er das Tantchen „eine ganz famose Alte“.
Wera, in einem „Zustand moralischer Niedergeschlagenheit“, besinnt sich und geht in sich. Das Resultat: Nur dem Cousin kann sie anvertrauen, was zwischen ihr und Mark im verflossenen Jahr vorgefallen ist. Wera will das eigentlich alles „Tantchen“ beichten, aber ihr fehlt die Kraft. Also muss Raiski herhalten und soll „Tantchen“ mit den Verfehlungen Weras bekannt machen. Der Leser wird über die Geschichte, die sich en detail zwischen Mark und Wera abgespielt hat, nur andeutungsweise ins Bild gesetzt und Raiski fehlt seinerseits die Kraft für eine Information der Tante. Aber Wera hat neben Raiski noch einen weiteren Verehrer – den 38-jährigen biederen, grundehrlichen Waldbesitzer Iwan Iwanowitsch Tuschin. Der Forstmeister, wie er von seinen Freunden genannt wird, bewirtschaftet – ebenfalls am jenseitigen Wolgaufer – zusammen mit seiner Bauerngenossenschaft und einem deutschen Forstwirt erfolgreich, gleich einem eigenwüchsigen Robert Owen, ausgedehnte Waldungen – um sein Waldgut Dymok gelegen. Jedenfalls beteuert Wera dem Forstmeister unter vier Augen, zwischen Mark und ihr sei alles aus. Als sich Mark mit Wera in der Schlucht im Pavillon erneut treffen will und zu der Komödie, die da Trauung heißt, bereit ist, bringt Raiski doch den Mut zur verbalen Weitergabe von Weras Beichte an das Tantchen auf und bittet die müde gewordene Dame um Beistand. Das Tantchen will nicht mehr.
Schließlich wendet sich die Tante ihrem Sorgenkind Wera wieder zu und beichtet ihrerseits, vor fünfundvierzig Jahren habe sie dieselbe Sünde begangen und zwar mit ihrem gleichaltrigen Freund, dem Gutsbesitzer Tit Nikonytsch Watutin aus der Nachbarschaft. Als das Tantchen sich von ihrer Beichte erholt hat und anstelle von Wera hinab in den Pavillon steigen will, schreitet Wera ein und schickt Tuschin vor, nachdem sie klargestellt hat: Sie allein trage Schuld, wolle sich nicht bei Mark beschweren, wolle ihn weder anklagen noch Böses wünschen. Wera bewundert Tuschin, der sie bereits jahrelang treu verehrt hat: Wie er sie liebt! Zwar treffen Mark und Tuschin in der Nähe des Grabhügels aufeinander, doch der marode Pavillon ist nicht auffindbar. Das Tantchen hat ihn von ihren Bauern abreißen und das Holz wegbringen lassen. Im Gespräch, das Tuschin durch Vernunft schließlich in ruhige Bahnen lenken kann, nimmt Mark von seiner Heiratsabsicht Abstand und will demnächst abreisen – auch, weil es ihm behördlicherseits erlaubt wurde.
Marfa heiratet ihren Nikolai Wikentjew. Das Tantchen zieht sich aus Altersgründen auf ihr Gut Nowosselowo zurück. Tuschin übernimmt die Verwaltung von Malinowka.
Raiski schreibt an einem Roman. In beinahe jeder Lebenslage analysiert der Schreiberling eine Person vornehmlich hinsichtlich ihrer Tauglichkeit für seine Prosa. Der sentimentale Raiski bezeichnet sich als „kläglichen Sklaven“ der Schönheit Weras. Mark hatte übelmeinend prophezeit, Raiski werde den Roman nie beenden. Raiski verlässt Russland und widmet sich in Rom der Bildhauerei. Zuvor, als er sich in Malinowka verabschiedet, verspricht er Tuschin, wenn dieser Wera heirate, wolle er kommen und als Brautführer auftreten. Tuschins Antwort: Wünschenswert wäre das schon, doch „es muß auch jemand anders es wollen.“

## Tit Nikonytsch Watutin
Aus den Handlung mittragenden Nebenfiguren des Romans sei ein Gutsbesitzer, „letzter Zeuge einer vergangenen Zeit“, herausgegriffen, der – verstreut über den umfänglichen Textkorpus hinweg – einmal mit Tit Nikonytsch und andermal mit Watutin benannt wird. Dieser „abgelebte alte Herr“ hatte in jungen Jahren in der Armee tapfer als Offizier gedient und sich mit den Jahren eine lückenhafte Bildung aus Büchern politischen und naturwissenschaftlichen Inhalts angeeignet. In jungen Jahren, so erzählten sich ältere Leute, hätten sich er und die lebhafte, hübsche, schlanke, ein klein wenig affektierte Tatjana Markowna Bereshkowa ineinander verliebt. Beide seien unvermählt gebliebenen, weil die Eltern inakzeptable Ehepartner bestimmt hätten.
Seine knapp dreihundert Leibeigenen behandelt Watutin nachsichtig. Dem Gouverneur, Freunden und Fremden begegnet er höflich. Einer Dame gegenüber nimmt sich dieser „geborene Gentleman“ nicht die harmloseste Vertraulichkeit heraus. Watutins Erscheinung auf Gesellschaften ist einfach, frisch, strahlend sauber und glattgebügelt.

## Selbstzeugnis
Gontscharow bezieht sich in einem Brief aus dem Jahr 1870 auf die unten erwähnte harsche Kritik aus dem Vorjahr: Zwanzig Jahre habe er an diesem Roman, der den Kampf des Alten gegen das Neue beinhalte, am Exempel ihm bekannter Menschen und ihrer Geschichten dargestellt. Allen Kritikern, die ihm übel wollten, schreibe er ins Stammbuch, er habe seine eigene Meinung von jenen Kämpfen schreibend vertreten und bleibe – trotz Furcht vor den Kritikern und trotz verlorenem Vertrauen zu jenen Literaten – dabei.

## Vorbilder
Vertreter der russischen Literaturwissenschaft nehmen für einige Protagonisten folgende „Prototypen“ an:
| Protagonist(in)             | mögliches Vorbild                                                                                        |
| --------------------------- | --- |
| Raiski                      | Iwan Gontscharow oder auch Wassili Botkin und Fjodor Tjuttschew                                          |
| Wera                        | Jekaterina Maikowa                                                                                       |
| Tatjana Markowna Bereshkowa | Awdotja Matwejewna Gontscharowa (1785–1851, russ. Авдотья Матвеевна Гончарова) = die Mutter Gontscharows |
| Marfa                       | Die arme Lisa                                                                                            |

## Adaptionen

### Theater
- 1908 St. Petersburg, Aufführung mit Wladimir Gardin als Raiski.
- 1912 Moskau, Aufführung im Theater Korscha[9].
- 2012 Moskau, Regie: Adolf Schapiro[10] im Tschechow-Kunsttheater Moskau.

### Verfilmungen
- 1913, Stummfilm von Pjotr Tschardynin mit Iwan Mosschuchin als Raiski und Sofja Goslawskaja[11] als Wera.
- 1983, Film von Wladimir Wengerow[12].

## Rezeption
Von Zeitgenossen im Erscheinungsjahr Überliefertes:
- Saltykow-Schtschedrin als Anonymus getarnt in dem Artikel „Ulitschnaja filosofija“[14] im Juniheft der Otetschestwennye Sapiski: Gontscharow werfe den Stein auf die neuen Menschen, die lediglich neue Wege suchten.
- Nikolai Wassiljewitsch Schelgunow[15] in dem Artikel Talantliwaja bestalannost[16] im Augustheft der Zeitschrift Delo[17]: Das Aufwerfen eines anachronistischen Themas, von Turgenew längst tiefgründig beackert, sei fragwürdig.
- Alexander Michailowitsch Skabitschewski[18] wirft Gontscharow in dem Artikel Staraja prawda[19] im Oktoberheft der Otetschestwennye Sapiski völlig falsche Auslegung der elementaren Gesetze der menschlichen Kreativität vor.
- Die Leserschaft des Westnik Jewropy habe im Jahr 1869 auf eine Entgegnung zu den obigen drei Anwürfen gewartet. Der Herausgeber habe seinen entfernten Verwandten Jewgeni Utin[20] vorgeschickt. Utin habe jede Kritik Gontscharows vermieden und stattdessen die Repräsentanten der Russischen Literatur alter Schule besprochen.

Neuere Urteile
- Lokys[21] schreibt 1965: Als Pensionär, anno 1867 in hohem Beamtenrang aus dem Staatsdienst entlassen, habe Gontscharow endlich Muße für die abschließende Überarbeitung des großen Romanwerks Die Schlucht gefunden. Nach dem Erscheinen des Textes und der oben in ein paar Kostproben im Erscheinungsjahr publizierten ablehnenden Äußerungen prominenter russischer Literaten habe der Autor, dem immerhin noch 21 Jahre Lebenszeit beschieden waren, keinerlei weitere Prosa – Memoiren ausgenommen – veröffentlicht. Was hatte die Kritiker verärgert? Antwort: Die deutlich erkennbare Wandlung Gontscharows „vom gemäßigten Liberalen zum Konservativen unter dem Eindruck der Bauernaufstände und der anwachsenden revolutionären Gärung unter der jungen Intelligenz“: Wera – ins Innerste des Romans geschaut, neben Tatjana Markowna Bereshkowa die eigentliche Protagonistin des Romans – wendet sich von dem Alten, repräsentiert durch die Tante, ab und dem Neuen, repräsentiert durch Mark, hellsichtig zu. Sodann kehrt sie, angewidert von Marks Nihilismus, enttäuscht in den Umkreis ihrer Tante, die doch Leibeigene hält, zurück.

### Verwendete Ausgaben
- Iwan Alexandrowitsch Gontscharow: Die Schlucht. Roman. Erster Band. Revidierte Übersetzung aus dem Russischen vom August Scholz. 468 Seiten. Gustav Kiepenheuer Verlag, Leipzig 1981 (1. Aufl.)
- Iwan Alexandrowitsch Gontscharow: Die Schlucht. Roman. Zweiter Band. Revidierte Übersetzung aus dem Russischen vom August Scholz. 544 Seiten. Gustav Kiepenheuer Verlag, Leipzig 1981 (1. Aufl.)

### Sekundärliteratur
- I. A. Gontscharow: Eine alltägliche Geschichte. Roman. Aus dem Russischen vom Ruth Fritze-Hanschmann. Mit Nachwort von Dietrich Lokys. 494 Seiten. Dieterich’sche Verlagsbuchhandlung, Leipzig 1965 (1. Aufl.)